# La mare (pel·lícula de 1926)
La mare (títol original en rus: Мать, Mat) és una pel·lícula soviètica del 1926 filmada pel director rus Vsèvolod Pudovkin. Basada en la novela homònima de Maxim Gorki, la pel·lícula relata el procés de canvi ideològic d'una mare, inicialment apolítica però que al llarg de la seva lluita per protegir de les tropes tsaristes el seu revolucionari fill, acabarà ella mateixa perdent la vida en un acte d'entrega incondicional al seu fill. Ha estat subtitulada al català.

## Argument
Durant el revolucionari any 1905 una família obrera de Sant Petersburg s'enfronta a una tensa situació degut a les irreconciliables postures mantingudes entre l'alcohòlic pare, fidel al règim tsarista, i el seu fill Pavel, partidari de la revolució. La insostenible situació esclata quan, en bàndols oposats, pare i fill coincideixen en una confrontació entre partidaris de fer vaga i els antirrevolucionaris obrers que s'hi oposen. El pare denúncia seguidament al seu fill pels aldarulls succeïts, sent ell qui no obstant mor abatut a trets durant els disturbis.
Ja amb el cadàver a casa, la desolada mare suplica a Pavel que abandoni les seves activitats subversives, tement que acabi com el seu pare.
Durant un escorcoll a la casa, la protectora mare traeix el seu fill i entrega les armes ocultes de Pavel als soldats tsaristes, que li havien promès abans l'indult per al seu fill. Pavel, no obstant, és detingut i condemnat a treballs forçats degut a les seves activitats subversives.
Decebuda pel judici farsa, on les seves repetides súpliques implorant l'amnistia pel seu fill de res no han servit, la mare es passa ara al bàndol de Pavel i pren el relleu en les seves activitats revolucionàries mentre, amb els insurgents, elabora un pla per tal d'alliberar el seu fill durant la manifestació del primer de maig.
Tal com previst, Pavel aconsegueix escapar-se de la presó i s'incorpora seguidament al capdavant de l'agitada manifestació, alçant la bandera roja fins a caure abatut a trets pel foc dels soldats tsaristes. Durant la desbandada, en la qual les tropes a cavall del tsar disparen a discreció als obrers en fuga, és la desolada mare qui en un gest de valentia i d'entrega al seu fill relleva a Pavel tot prenent la bandera roja, la qual alça i aguanta estoicament sense poder evitar un tràgic final en el qual també ella cau abatuda per la violència del regiment de cavalleria.

## Al voltant de la pel·lícula
La pel·lícula va ser estrenada l'11 d'octubre de 1926. Basada en la novela homònima de Màxim Gorki, La mare és la primera part de la "Triologia Revolucionària" del director rus Vsèvolod Pudovkin, a les quals van seguir El final de Sant Petersburg (1927) i Tempesta sobre Àsia (1928).
El 1968 la pel·lícula La mare va ser restaurada als estudis de cinema Mosfilm. En la nova versió s'hi va afegir la música de Tichon Chrenikov.

## Repartiment
- Vera Baranovskaia - Pelageia Nilovna Vlasova, la mare
- Nikolai Batalov - Pavel Vlasov, el Fill
- Aleksandr Chistyakov - Vlasov, el Pare
- Anna Zemtsova - Anna - Noia revolucionària
- Ivan Koval-Samborsky - Vessovchtchnikov, amic de Pàvel
- Vsèvolod Pudovkin - Oficial de policia
- V. Savitsky - Isaik Gorbov, Cap obrer
- N. Vidonov - Misha, Obrer
- F. Ivanov - Presoner
- Ivan Bobrov - Presoner jove
- Vladimir Uralsky - Estudiant
- Aleksandr Gromov - Revolucionari